# HomeKit
HomeKit es un framework de software de Apple que permite a los usuarios configurar, comunicar y controlar aparatos inteligentes para el hogar utilizando dispositivos de Apple. Al diseñar habitaciones, artículos y acciones en el servicio Limitado HomeKit, los usuarios pueden habilitar acciones automáticas en la casa a través de un simple comando de voz a Siri o a través de la aplicación Home.

## Descripción general
HomeKit utiliza los protocolos Bluetooth y Wi-Fi. Los fabricantes de dispositivos habilitados con HomeKit deben inscribirse en un Programa MFi, e inicialmente todos los productos basados en HomeKit debían incluir un coprocesador de cifrado. Este último requisito se modificó más tarde en el iOS 11, que añadió soporte para la autenticación basada en software. Los equipos fabricados sin el soporte de HomeKit pueden habilitarse para su uso a través de un producto "gateway", un puente que conecta esos dispositivos al servicio HomeKit.
HomeKit compite principalmente con los estándares de hogares inteligentes de Amazon y Google. En octubre de 2019, Apple lista 450 dispositivos compatibles con HomeKit, comparado con 10.000 para Google y 85.000 para Amazon.

### Categorías de dispositivos
HomeKit actualmente soporta 22 categorías de dispositivos:
- Aire acondicionado
- Purificadores de aire
- Puentes.
- Cámaras
- Timbres de puerta
- Fans
- Grifos
- Puertas de garaje
- Humidificadores
- Luces
- Cerraduras
- Salidas
- Receptores de audio/video
- Routers (computación)
- Sistemas de seguridad
- Sensores de movimiento
- Altavoces
- Rociadores
- Interruptor de luz
- Termostatos
- Televisiones
- Ventanas

Las puertas de los garajes, las cerraduras, los sistemas de seguridad y las ventanas se clasifican como aparatos seguros y requieren un dispositivo con autenticación como un iPhone o iPad para controlarlos.

### Home hub
Los iPads, HomePods y los Apple TV de cuarta generación y más recientes pueden ser usados como un centro doméstico para controlar remotamente los aparatos HomeKit, conceder acceso a los invitados y configurar automatizaciones. El Apple TV de tercera generación es compatible con funciones limitadas.

## Aplicación para el hogar

### Versión iOS
HomeKit fue lanzado por primera vez con el iOS 8 en septiembre de 2014. El marco permitió que aplicaciones de terceros se conectaran con dispositivos HomeKit usando Siri y permitieran el acceso remoto a través de los concentradores domésticos.
La aplicación Home fue lanzada por primera vez con iOS 10 en septiembre de 2016 para unificar todos los dispositivos en una aplicación. Añadió soporte para automatizaciones usando un concentrador doméstico, y preprogramó "Escenas", que puede configurar múltiples dispositivos usando un solo comando.

### Versión para MacOS
La aplicación Home fue añadida a los Macs con MacOS 10.14 Mojave en septiembre de 2018.

### HomePod y Apple TV
El HomePod y el Apple TV de cuarta generación y más reciente carecen de una interfaz gráfica de usuario para controlar los dispositivos HomeKit, y en su lugar utilizan los comandos de voz de Siri. No pueden controlar dispositivos seguros.